# 322
Cette page concerne l'année 322  du calendrier julien. Pour l'année 322 av. J.-C., voir 322 av. J.-C. Pour le nombre 322, voir 322 (nombre).
L'année 322 est une année commune qui commence un lundi.

## Événements
- Été : campagne victorieuse de Constantin en Pannonie contre les Sarmates qui ont ravagé les villes de la courbe du Danube, notamment Campona (Budapest)[1].

## Naissances en 322
- Faltonia Betitia Proba, poétesse de la Rome antique. († v. 370).

## Décès en 322
- Fíachu Sraiptine, Ard ri Érenn légendaire.